# Abú Hafs Hášimí Kurajší
Abú Hafs Hášimí Kurajší (arabsky أبو حفص الهاشمي القرشي, anglicky Abu Hafs al-Hashimi al-Qurashi) je pátý a současný chalífa Islámského státu. Chalífou byl jmenován 3. srpna 2023, čtyři měsíce po smrti svého předchůdce, kterým byl abú Husajn Husajní Kurajší.

## Život
O životě Abú Hafse je známo jen velmi málo. Islámský stát pouze přiznal, že byl dlouholetým veteránem organizace.
Během jeho působení ve funkci chalífy provedl IS po celém světě stovky teroristických útoků, například:

### 2023
- Bombardování v Khar, Pákistán[2]
- Střelba v Bruselu, Belgie[3]
- Bombardování v Marawi, Filipíny[4]

### 2024
- Bombové útoky v Kermánu, Írán[5]
- Střelba v kostele v Istanbulu, Turecko[6]
- Bombové útoky v Balúčistánu, Pákistán[7]
- Bombardování Kandahar New Kabul Bank, Afghánistán[8]
- Útok na hudební sál Crocus v Krasnogorsku, Rusko, 144 mrtvých[9]